# لوحة البشارة الثلاثية (روجير فان در فايدن)
لوحة البشارة الثلاثية هي لوحة ثلاثية الدرفات مرسومة بألوان الزيت على لوحة مسطحة بريشة الفنان الهولندي روجير فان دير وايدن، ويرجع تاريخ إنشائها إلى حوالي عام 1434. تم تشكيلها في الأصل من ثلاث لوحات، واللوحة المركزية موجودة الآن في متحف اللوفر في باريس، فرنسا؛ الألواح الجانبية موجودة في معرض صابودا (Galleria Sabauda) في تورين، شمال إيطاليا.

## الوصف
تعد اللوحة من الأعمال الأولى للفنان الهولندي، مع إعادة صياغة واضحة للعناصر من روبرت كامبين ويان فان إيك. تصور اللوحة المركزية الديكور الداخلي، يتوسطها ملاك يرتدي ملابس تدل على الغنى ويفاجئ العذراء التي تقرأ كتابًا (رمز الكتب المقدسة).
اهتم فان در وايدن بالتفاصيل التقنية، مثل الأشياء المعدنية اللامعة والمصباح والجرة والميدالية المعلقة فوق السرير. خط الأفق مرتفع كما هو الحال في اللوحات الهولندية المعاصرة الأخرى.
تتميز الألواح الجانبية بخصائص متشابهة، ولكنها موضوعة في مناظر طبيعية أكثر إشراقًا، حيث تصبح العناصر الموجودة في الخلفية غير مرئية بشكل متزايد في الضباب، بسبب تأثير الأفق (بالإنجليزية: Aerial perspective).

## روابط خارجية
- الصفحة على موقع متاحف فلورنسا نسخة محفوظة 27 مايو 2022 على موقع واي باك مشين. (بالإيطالية)